# Franco Restivo
Pour les articles homonymes, voir Restivo.
Francesco Restivo, né à Palerme le 25 mai 1911 et mort à Francavilla di Sicilia le 17 avril 1976, est un  homme politique italien affilié au  Parti Démocrate-Chrétien (DC).
Député régional, il est président de la Région sicilienne de 1949 à 1955, puis, élu député national, il est nommé ministre, notamment de l'Intérieur de 1968 à 1972.

## Biographie

### Origines et formation
Franco Restivo est né à Palerme le 25 mai 1911. Fils d'un éminent juriste et député national, Empedocle Restivo, il suit les traces de son père et étudie le droit à l'Université de Palerme sous la direction du professeur Gaspare Ambrosini, dont il devient l'assistant.
Représentant du catholicisme antifasciste palermitain avec Pasquale Cortese et Lauro Chiazzese, il est nommé en 1943, « AM professeur » de droit constitutionnel à la faculté de droit de l'Université de Palerme, c'est-à-dire nommé par l'AMGOT en dehors des règles universitaires classiques, chargé de cours de droit public à la Faculté d'économie et de commerce de la même université, enseignement qu'il a poursuivi jusqu'à sa mort.
Il est marié à la fille du député de Palerme Antonino Pecoraro Lombardo.

### Artisan de l'autonomie sicilienne
Parallèlement, il se consacre à l'activité politique en adhérant en 1944 à la Démocratie chrétienne au congrès de laquelle, à Acireale, il fait un rapport sur le thème de l'autonomie et du régionalisme.  
Partisan de l'autonomie unitaire pour la Sicile, il participe à la rédaction du statut régional, et plus particulièrement à l'article 38 concernant la contribution de solidarité nationale, traduisant l'idéologie « réparationniste  » défendu par Enrico La Loggia. 
En 1946, il est élu membre de l'Assemblée constituante, mais pour suivre de plus près les événements liés aux problèmes de la Sicile, il renonce à son mandat parlementaire après les élections régionales de 1947. De 1947 à 1955, il est député à l'Assemblée régionale sicilienne, de 1947 à 1949, il est conseiller régional pour les finances et les autorités locales. 
De 1949 à 1955, il est président de la Région sicilienne à la tête de deux gouvernements successifs, s'inscrivant dans la continuité d'Alessi. Il structure l'administration régionale afin de consolider l'autonomie, mais n'empêche pas l'embauche de complaisance de milliers d'agents. 
Dans un contexte d'importantes luttes syndicales dans les secteurs agricoles, et miniers notamment, il porte la première loi pour le développement industriel, la recherche et l'exploitation des hydrocarbures, en s'appuyant sur les gisements de potasse et ceux de pétrole découverts au large de Raguse. Il porte également une réforme agraire, faisant suite aux décrets Gullo, quoique moins progressiste. Sous l'influence de Restivo, proche des milieux agraires, la DC sicilienne, originellement plus progressiste que le Parti populaire, adoptant avec les communistes, la réforme agraire, le démembrement des fiefs et la création de structures publiques, perd sa dimension réformatrice.
Il est poussé à la démission de la présidence régionale après les élections régionales de 1955, sa candidature ayant récolté moins de voix que celle de Silvio Milazzo, son ministre de l'Agriculture soutenu par le président du Conseil Mario Scelba. La présidence revient finalement à Giuseppe Alessi. Il prend brièvement la tête de la Cassa di Risparmio VE, en 1958.
En Sicile, il est avec Bernardo Mattarella, Salvatore Aldisio et Giuseppe Alessi, l'un des hommes forts du parti chrétien-démocrate, jusqu'à ce que les jeunes fanfaniens Giovanni Gioia, Salvo Lima et Vito Ciancimino prennent le pouvoir dans le milieu des années 1950.

### Député national et ministre
Membre du conseil national de la DC, le 25 mai 1958, il revient à la politique nationale en étant élu et réélu jusqu'à sa mort en 1976 à la Chambre des Députés dans la circonscription de Sicile occidentale.  
Il est vice-président de la Chambre, puis est successivement nommé ministre de l'Agriculture le 23 février 1966 dans le troisième gouvernement Moro en remplacement de Mario Ferrari Aggradi, ministre de l'Intérieur de 1968 à 1972 dans les gouvernements Leone II, Rumor I II et III, et Colombo, et ministre de la Défense dans le gouvernement Andreotti I (1968-1972). Comme ministre de l'Intérieur, il doit faire face à la violence terroriste (Attentat de la piazza Fontana et coup d'État avortée de Borghese) et mafieuse (meurtre de Pietro Scaglione), aux manifestations étudiantes et aux émeutes à Reggio de Calabre et à Battipaglia. Il est lui-même la cible d'un attentat à la bombe en avril 1969. En juillet 1973, son absence, et celle de plusieurs tenants de l'alliance de la DC vers la droite, comme Guido Gonella et Oscar Luigi Scalfaro, est relevée comme significative du glissement du quatrième gouvernement Rumor vers la gauche.